# Via ferrata

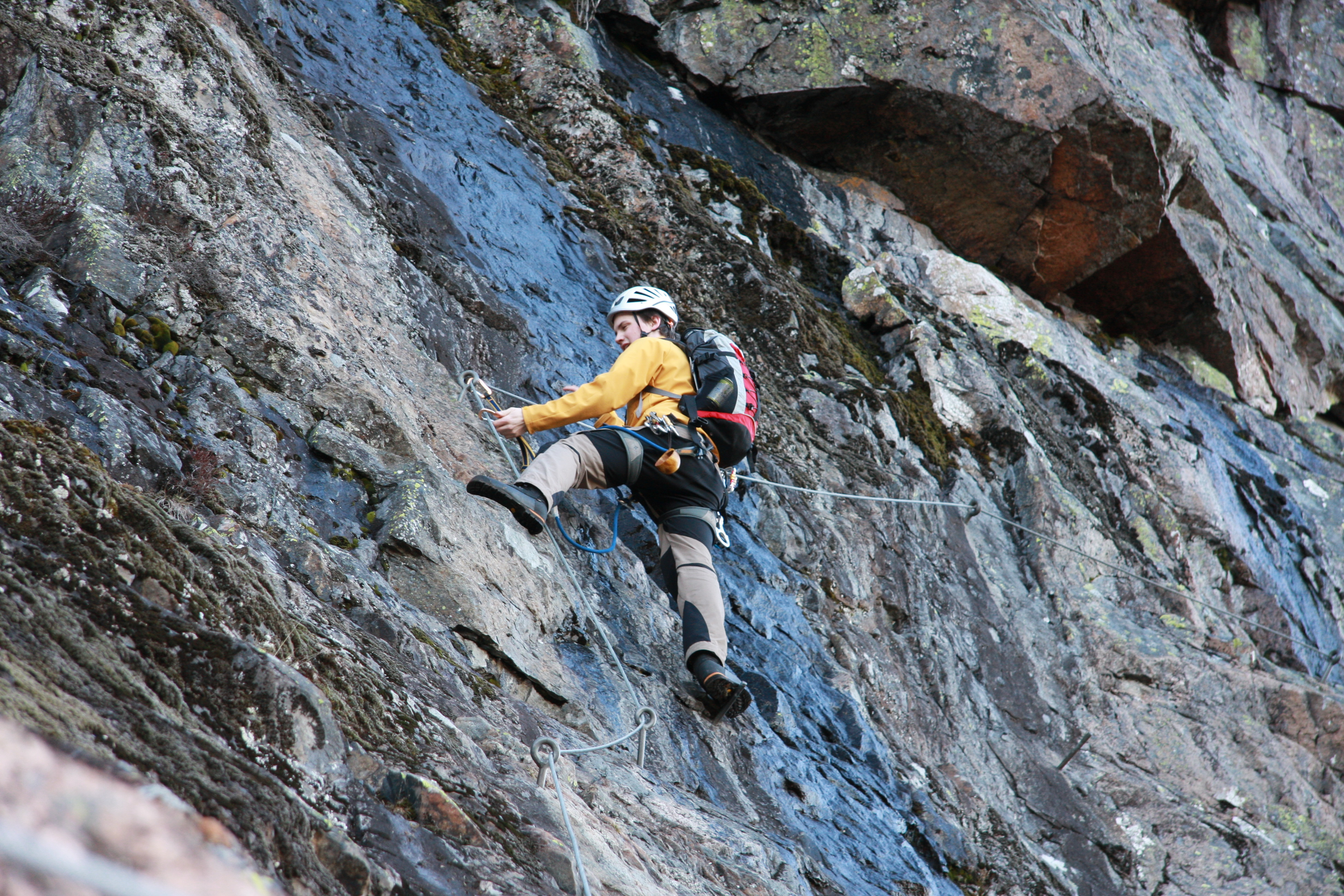
Via ferrata

Via ferrata (italienska: ung. "järnväg") eller Klettersteig (tyska: "klätterstig") är en klättrings-/vandringsled i brant terräng vars framkomlighet och säkerhet förbättrats genom att en vajer bultats fast i berget. Ytterligare hjälpmedel som steg, grepp och stegar kan förekomma. Att gå på via ferrata kan beskrivas som ett mellanting mellan att vandra i bergen och egentlig bergsklättring. Det har blivt en mycket populär friluftsaktivitet i framför allt alpländer.

## Historik

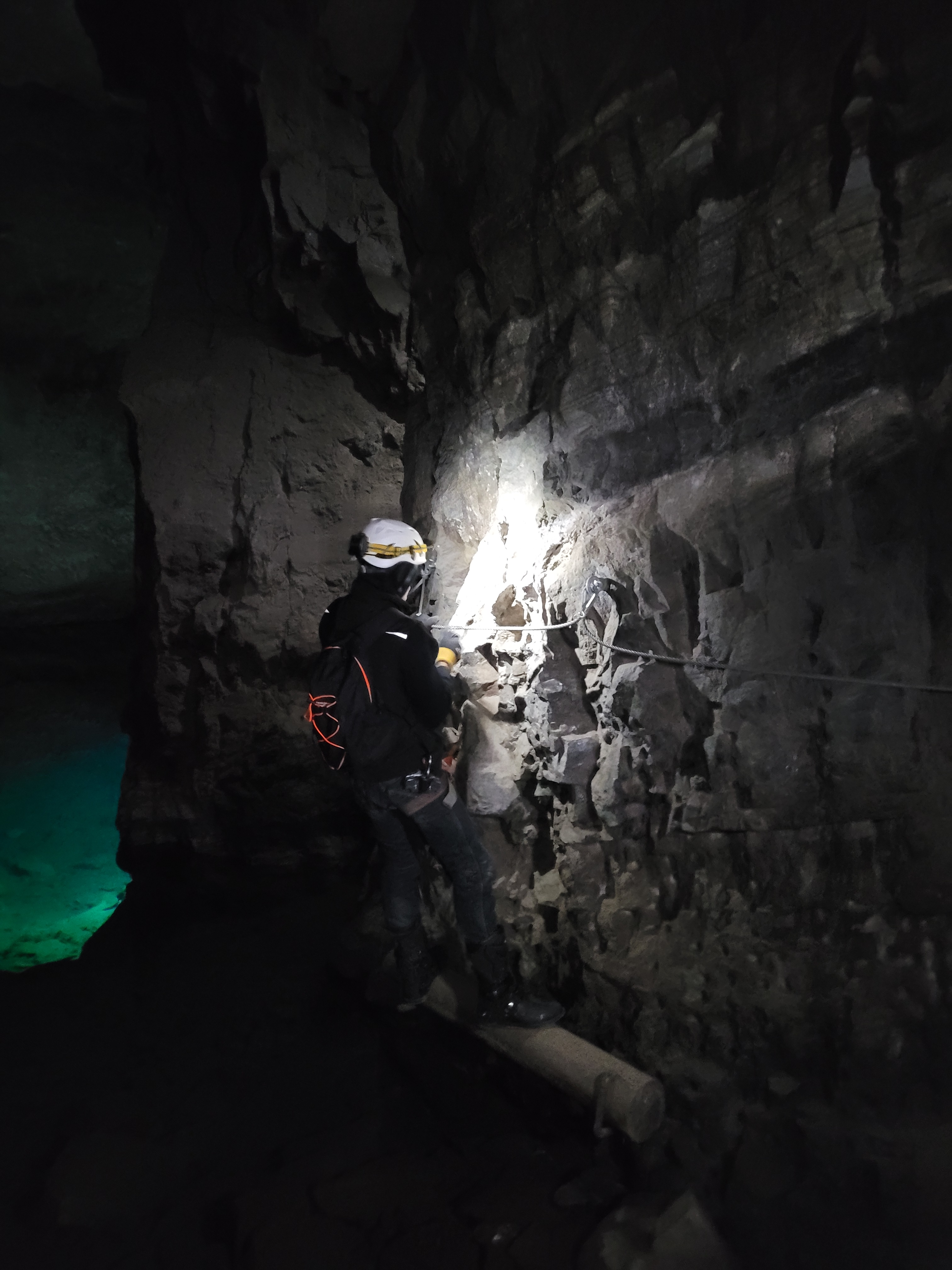
Via ferrata i Tuna-Hästbergs gruva.

Via ferrata är ingen ny företeelse. I östra Alperna har de funnits sedan mitten av 1800-talet, noga räknat sedan 1843 då delar av normalvägen upp på Hohe Dachstein i Österrike vajersäkrades. 1869 vajersäkrades svårare passager upp på Grossglockner, Österrikes högsta berg. Under första världskriget gick en krigsfront genom Dolomiterna 1915–1917. Ett antal via ferrator byggdes då längs denna front i krigets tjänst. Några av dessa har restaurerats, till exempel Strada degli Alpini. Under 1930-talet byggdes Bocchetteleden. Dess mest karaktäristiska del är en halvmeterbred och flera hundra meter lång hylla mitt i ett vertikalt, hundratals meter högt stup. 
Under 1960-talet kom den första "via ferrataboomen". Under några korta år byggdes ett hundratal via ferrator, varav de flesta i Dolomiterna. Under 1970-talet skapades de första så kallade sportferratorna. De är relativt korta, branta och ansträngande via ferrator, som ofta kräver grundläggande färdigheter i klippklättring. Hit hör via Monte Albano, byggd 1974. 1980-talet dominerades av en bitvis häftig debatt rörande via ferratornas expansion och allmänna existensberättigande. Inte minst handlade debatten om underhåll. Nya via ferrator såg dagens ljus i en aldrig sinande ström medan de gamla successivt förföll och blev livsfarliga. Då ställde alpländernas klätterföreningar, med Deutsche Alpenverein i spetsen, ultimatumet: "Ta ert ansvar. Bygg inga nya via ferrator förrän de gamla antingen besiktigats och restaurerats, alternativt nedmonterats." Ett program för besiktning och underhåll togs fram. Det används än i dag och även om det säkert inte fungerar tillfredsställande överallt, så har det definitivt bidragit till att höja säkerheten på via ferratorna i Alperna.
Under 1990-talet tog byggandet av via ferrator ny fart och "erövrade" nya länder såsom Schweiz och Frankrike. I dag finns uppemot 1 700 via ferrator i Europa varav ca 1 100 i Ostalperna.

## Utrustning

### Säkerhetsutrustning
Den typiska säkerhetsutrustningen för via ferrata består av tre huvudkomponenter. En hjälm som är robust nog att motstå fallande sten, en sele som kan vara en sätessele eller en helkroppssele och ett "via ferrata kit" med fallskyddsystem och karbiner. Kitets två karbiner gör att klättraren alltid kan vara säkrad mot vajern när den andra karbinhaken flyttas. Fallskyddssystemet är särskilt konstruerat med hopsydda lager av väv som kan slitas itu och hjälpa till att absorbera kraften när klättraren fångas upp av systemet vid ett fall. På grund av de stora krafter som kan uppstå vid fall kan det vara riskabelt att använda egenkonstruerade system med rep och karbiner som saknar förmåga att dämpa krafterna vid fall.

### Övrig utrustning
Vad gäller skor, beror valet mycket på vilken via ferrata man tänkt göra. På kortare via ferrator i "dalnära" miljöer, räcker det oftast bra med vanliga joggingskor. På längre turer är vandringsskor med välmönstrad sula att föredra. På de svåraste via ferratorna har man stora fördelar med klätterskor med slät friktionssula. 
Ytterligare tips:
1. En höjdmätare är bra att ha. Kompass är ofta mindre användbart.
2. En pannlampa kan vara av värde vid kvälls- eller nattklättring, samt vid klättring på leder med tunnelpassager.

## Svårighetsgrad
Det finns flera olika skalor för att gradera ledernas svårighetsgrad och inget har kommit att dominera, även om Smith/Fletcher-systemet fått stor spridning bland guideböcker under 2010-talet. Andra vanligt förekommande skalor är den tyska Paul-Wernerskalan som graderar svårighet från 1 till 6 och den österrikiska Kurt Schall-skalan som graderar med bokstäver från A till E. 

### Bokstavsskalan
- A = lätt. Mestadels vandring. Kortare vajerförsedda passager. Säkring oftast inte nödvändig.
- B = medelsvår. Måttligt brant. Säkring rekommenderas.
- C = svår. Brant. Kortare lodräta passager. Säkring helt nödvändig.
- D = mycket svår. Ihållande brant. Ofta lodrätt och t.o.m. någon överhängande passage. Ansträngande.
- E = extremt svår. Längre lodräta till överhängande partier. Få viloställen. Mycket ansträngande. Klar fördel med klätterskor och klättervana.